# لیناردو نایتو دی ماکیدو
لیناردو نایتو دی ماکیدو (به پرتغالی: Leandro Netto de Macedo) مهاجم اهل برزیل است که در شهر ریودو ژانیرو و در تاریخ ۷ مهٔ ۱۹۷۹ به دنیا آمده‌است.
لیناردو نایتو دی ماکیدو در تیم‌های فوتبال کورینتیانس سابقهٔ حضور دارد.